# 平缅路
平缅路是元朝时期云南省下辖的一个路，为“金齿六路”之一，是傣族土司政权，位置在今陇川县。

## 沿革
至元十三年（1276年），设置平缅路，隶属金齿等处宣抚司。平缅路辖有骠睒（今陇川城子）、罗必四庄（今梁河芒东）、小沙摩弄（今陇川杉木笼）、骠睒头（今陇川章凤）几个部落:222。1281年元缅战争期间，元朝将平缅、麓川、镇西三路合并，设置镇西平缅麓川等路宣抚司，忽必烈赐怯烈虎符，拜其为宣抚司达鲁花赤，兼管军招讨史。元朝放弃征缅后，政府官员对傣族地区只实施间歇式的遥控统治，平缅的行政统治权基本转移到地方土官手中，应被麓川政权吞并。1355年，麓川思可法进贡，元朝将平缅路与麓川路合并:868，改设平缅宣慰司。